# Le Pénultième Péril
Le Pénultième Péril (The Penultimate Peril) est le douzième tome de la série Les Désastreuses Aventures des orphelins Baudelaire de Lemony Snicket.

## Résumé
Après avoir été recueillis par Kit Snicket, sœur de l'auteur de la série Lemony Snicket, Violette, Klaus et Prunille Baudelaire se voient confier une nouvelle mission : s'infiltrer dans la dernière cachette de V.D.C., l'Hôtel Dénouement, déguisés tous les trois en grooms. Les Volontaires doivent en effet tenir une grande réunion dans deux jours, et les Baudelaire sont chargés de vérifier que l'hôtel est un lieu sûr. Kit, enceinte, part en mer pour essayer de retrouver le capitaine Virlevent.
Les enfants, dûment déguisés, rejoignent l'Hôtel Dénouement, construit au bord d'un étang dans lequel il se reflète - détail important, car tout le tome est construit autour du thème du miroir et des faux-semblants. Ils sont accueillis par le gérant de l'hôtel... ou son frère jumeau,  le problème étant que Frank est un Volontaire et qu'Ernest est un ennemi. Incapables de faire la différence, les Baudelaire sont envoyés dans trois missions séparées, racontées, pour la première fois, dans trois chapitres simultanés.
Violette rejoint le solarium installé sur le toit et rencontre Esmé, fort dévêtue, qui mentionne un mystérieux J.S. qui rôde au sous-sol, et Carmelita, laquelle lui demande de lui apporter un lance-harpons. Violette s'exécute, sans savoir si elle fait le bon choix.
Klaus rencontre le patron de la scierie Fleurbon-Laubaine, accompagné de Charles. Il guide les deux hommes vers le sauna et les entend parler d'un mystérieux J.S. qui les a prévenu de l'arrivée prochaine des Baudelaire. Il croise ensuite Frank, ou Ernest, qui lui demande de l'aider à accrocher du papier tue-mouches au fenêtre pour piéger des oiseaux. Klaus s'exécute, sans savoir s'il a fait le bon choix.
Prunille rencontre le proviseur Nero, accompagné par M. Remora et Mme Alose. Elle les accompagne dans un restaurant indien dont le serveur n'est autre que Hal, l'archiviste du tome 8. Elle les entend parler d'une mystérieuse J.S. chargée de surveiller le ciel. Elle croise ensuite Frank, ou Ernest, qui lui demande de l'aider à verrouiller la porte de la laverie à l'aide d'un Verrou à Digicode Culturel. Prunille s'exécute, sans savoir si elle a fait le bon choix.
La nuit tombée, les orphelins sont rejoints par le frère de Frank et Ernest, Dewey Dénouement. Il occupe visiblement une position importante au sein de V.D.C. et révèle aux Baudelaire qu'il a passé des années à collecter des preuves contre les ennemis de la société, lesquelles sont dissimulées dans l'étang. Il est rejoint par la juge Sibylle Abbott (tome 1) et Jérôme Salomon d'Eschemizerre (tome 6), les deux J.S. mentionnés plus haut. Après avoir laissé tomber les orphelins, la juge et Jérôme, se sentant coupables, ont rejoint V.D.C. La juge révèle que le lendemain doit se tenir un grand procès au cours duquel le comte Olaf sera jugé.
Celui-ci arrive à ce moment-là et menace Dewey du lance-harpons pour qu'il lui remettre le sucrier. Les orphelins Baudelaire tentent de convaincre Olaf de renoncer à être mauvais, et alors que celui-ci semble presque tenté, l'arrivée soudaine de M. Poe le surprend et le pousse à lâcher son arme, qui se déclenche en tombant. Dewey est transpercé d'une flèche et meurt après avoir mentionné Kit, dont il est probablement le compagnon. Les Baudelaire, paniqués, refusent la proposition d'un étrange chauffeur de taxi qui s'offre pour les faire fuir - certains fans de la série pensent qu'il s'agit de Lemony Snicket lui-même.
Tous les résidents de l'hôtel descendent et les Baudelaire, reconnus, sont jetés dans une cellule, comme le comte Olaf. Le lendemain, un grand procès se tient, au cours duquel tout le public est aveuglé, car « la justice est aveugle ». Alors que des monceaux de preuves s'accumulent contre le comte Olaf, les Baudelaire réalisent avec effroi que les deux autres juges sont les deux criminels du tome 10 (la femme avec cheveux mais sans barbe et l'homme sans cheveux mais avec barbe). Le comte Olaf s'enfuit en kidnappant la juge Abbott, et les enfants le poursuivent, plongeant tout l'hôtel dans la confusion.
Désespérés, les Baudelaire décident de mettre leurs talents au service du comte. Klaus l'aide à déverrouiller la porte de la laverie, mais celle-ci ne contient pas le sucrier. Prunille l'aide à mettre le feu à l'hôtel, pour l'empêcher d'y répandre les spores de la fausse golmotte médusoïde. Enfin, Violette l'aide à bricoler le bateau du solarium, lui permettant de plonger du haut du toit jusqu'à l'étang sans s'écraser. La juge Abbott demande aux enfants de rester avec elle et de faire face à la justice. 

## Analyse
Comme dans les deux tomes précédents, l'histoire ne cesse ici de se complexifier. En particulier, les orphelins Baudelaire réalisent que les choses ne sont pas toutes blanches ou toutes noires. Eux-mêmes sont considérés comme des voyous par un grand nombre de gens et, au cours du roman, commettent un certain nombre de mauvaises actions, de l'assassinat de Dewey à l'incendie de l'hôtel. Ils apprennent également que leurs parents ont visiblement eut aussi leur part d'ombre, impliquant notamment des fléchettes empoisonnées. Quant au comte Olaf, il s'avère au contraire plus fragile que précédemment, révélant notamment sa peine quand ses anciens alliés le trahissent, ou mentionnant qu'il a connu la mère des Baudelaire lorsqu'ils étaient tous les deux enfants. Lorsque les Baudelaire lui demandent de poser son lance-harpons, et d'arrêter de commettre des crimes, il répond ainsi : « Mais que faire d'autre ? », sous-entendant qu'il est coincé dans un rôle qu'il ne sait pas comment quitter. Plus que jamais, les frontières entre bons et méchants se brouillent. Le roman s'achève sur une question qui taraude les Baudelaire : alors que les précédents romans s'achevaient sur la question « qu'allaients-ils devenir ? », ils se demandent désormais ce qu'ils sont devenus.

## Anecdotes
- Le titre du douzième tome ne fut connu que la veille même de sa parution. Un site Internet lui a été consacré avant la parution, intitulé The Nameless Novel (le roman sans-titre) : son but était de trouver le titre du prochain tome des orphelins Baudelaire. L'opération, basée sur trois mois, permettait aux participants de participer à diverses épreuves dont les récompenses comprenaient des morceaux d'une page du roman (découpée en neuf tranches, certains noms étant noircis), d'une illustration d'Helquist et enfin de la couverture elle-même. Plusieurs faux titres avaient été proposés au fil du titre comme fausses pistes, parmi lesquels The Horrid Hotel. Le site est aujourd'hui fermé.
- Bien que l'écriture de la série ait à la fois comporté une part de planification et d'improvisation, Daniel Handler affirme que ce tome est le seul qu'il ait dû réorganiser par rapport à ses plans d'origine. Le retour à la ville des Baudelaire devait fournir aux Baudelaire l'occasion de revenir dans la maison du comte Olaf où ils trouveraient des informations importantes dans ses papiers ; or dans le tome I il était déjà stipulé que Klaus avait examiné tous les documents en question, ce qui conduisit à abandonner cette sous-intrigue.

## Allusions
- L'homme que Kit Snicket cite dans le chapitre I est Martin Luther King : « j'ai la croyance que la vérité sans armes et l'amour désintéressé auront le dernier mot dans le monde réel. Voila pourquoi le Juste, temporairement vaincu, est plus fort que le Mal triomphant. »
- L'homme à l'origine de l'expression « La perpétuelle lutte pour l'espace et la nourriture » est Malthus.
- Le proverbe des V.D.C. sur le thé est en fait issu d'un passage du livre des Proverbes dans la Bible : « car les lèvres de la femme étrangères coulent comme le miel, et sa bouche est plus douce que l'huile ; mais sa fin est amère comme l'absinthe, coupante comme l'épée à double-tranchant. » À noter que le mot utilisé ici est wormwood, qui désigne non pas la boisson mais la plante dont on tire l'absinthe.
- Un des crédos V.D.C. que cite Dewey est « to be daunted by no difficulty. » Ceci semble être une citation incomplète des Virginiennes de William Makepeace Thackeray : « To endure is greater than to dare; to tire out hostile fortune; to be daunted by no difficulty; to keep heart when all have lost it; to go through intrigue spotless; and to forgo even ambition when the end is gained — who can say this is not greatness? » (« Endurer vaut mieux qu'oser ; fatiguer la fortune ennemie ; n'être abattu par aucune difficulté ; garder courage quand tous les autres l'ont perdu ; avancer blanc comme neige parmi les intrigues ; et abandonner l'ambition même une fois la fin achevée - qui serait en mesure d'affirmer qu'il n'y a point de grandeur dans ces choses-là ? »).
- Une des phrases (« bien que les petits garçons lapident les grenouilles pour s'amuser ») est une citation de Bion.
- Exaspérée par les interprétations trop littérales de la Cour de Justice, Prunille s'écrie « Scalia », ce qui semble être une allusion péjorative à la politique du membre de la Cour suprême des États-Unis Antonin Scalia.

## Traduction française
- Le nom de jeune fille d'Esmé est révélé : Squalor. Dans la version originale, ce nom reste un mystère, Squalor étant en fait le nom de famille de son mari (plus tard adapté en d'Eschemizerre dans la traduction française).
- Les premiers/secondes prénoms de deux personnages sont révélés par les enfants Baudelaire, bien que le lecteur ne les ait jamais vus les rencontrer auparavant : Jérôme (Salomon) d'Eschemizerre et la Juge (Judith Sybil) Abott. La raison en est que, dans la version originale des livres, ces personnages se nomment Jérôme Squalor et juge Strauss, ce qui explique pourquoi on tend à les confondre avec JS, dont ils partagent les initiales. Lors de leur entrée en scène, néanmoins, la traduction française dut changer leurs noms par souci d'adaptation, mais sans savoir que leurs initiales auraient une importance capitale dans les tomes encore non-publiés à l'époque. Rose-Marie Vassalo se vit alors obligée de leur inventer ces prénoms.
- Rose-Marie Vassalo a pris la décision de ne pas traduire un passage chiffré en code Sébald présent dans la version originale[1] ; le dialogue en question est toujours là, mais sans trace de message secret. Lorsque Dewey/Frank/Ernest explique aux enfants le fonctionnement de l'hôtel, il utilise le code Sébald pour dire « I can't tell if you are in or enemies please respond » (« je ne saurais dire si vous êtes des nôtres ou des ennemis, s'il vous plaît répondez »). Les orphelins Baudelaire ne comprennent pas son intention (du fait de leur ignorance du code Sébald), ce qui a le mérite d'expliquer pourquoi, plus tard, Franck/Dewey/Ernest « fronça les sourcils comme s'ils avaient mal répondu à sa question. »

## Adaptation
En 2019, la série télévisée Les Désastreuses Aventures des Orphelins Baudelaire adapte le roman dans le cinquième et sixième épisodes de la troisième saison.